# 熱帶風暴艾利 (2011年)
| 太平洋颱風季             |
| 主題頁 - 專題 - 編輯指南 |

熱帶風暴艾利（英語：Tropical Storm Aere，菲律賓大氣地球物理和天文管理局：Bebeng，國際編號：1101，聯合颱風警報中心：WP032011）為2011年太平洋颱風季第三個生成的熱帶氣旋，亦為第一個被命名的熱帶氣旋。
「艾利」這個名字是由美國提供，是馬紹爾語風暴之意，對上一次使用這個風暴名字是在2004年的颱風艾利。

## 發展歷程
5月5日日本氣象廳升格一個低壓區為熱帶低氣壓，同時聯合颱風警報中心對其發出TCFA。
5月6日聯合颱風警報中心將其升格並編號為03W，其後菲律賓當地的氣象部門命名此風暴為Bebeng。同日，日本氣象廳開始發出Gale Warning；同時，聯合颱風警報中心將其升格為熱帶風暴。
5月7日下午3時獲日本氣象廳命名為艾利並升格為熱帶風暴，同日下午4時香港天文台亦將其升格。此外，5月7日其路徑比各氣象部門預期偏西，風暴亦同時正在增強。
5月8日早上，此風暴已達到風速每小時85公里，並且正在接近沿岸，但同時風暴移動速度緩慢。接近中午時份，此風暴登陸菲律賓東北部，極快出海。下午行有效重整，強度稍微減弱後回穩。同日中央氣象局表示，艾利可能自台灣東部掠過，但需等待其通過呂宋島才能進行更進一步的判斷。
5月9日5時30分中央氣象局發佈海上颱風警報。
5月10日由於中央氣象局預測颱風未來路徑將偏向東方，影響台灣機率小，中央氣象局於17時30分解除颱風警報。同日，艾利開始移動時速加快。
5月12日中午時份，艾利轉化為溫帶氣旋，聯合颱風警報中心也於當日為艾利發出最後警告。

## 影響

### 菲律賓
菲律賓的氣象部門對當地一些地區發出1級和2級的颱風警報，並提防風暴的來臨。此風暴造成當地有24人死亡。
由於此風暴對菲律賓做成嚴重傷亡，菲律宾大气地球物理和天文管理局在5月16日宣佈將Bebeng從名單中除名。

### 臺灣
當地發出最高颱風警告：海上颱風警報
- 5月8日，中央氣象局表示，艾利可能自台灣東部掠過，但需等待其通過呂宋島才能進行更進一步的判斷。
- 5月9日，凌晨5時30分發佈海上颱風警報。
- 5月10日，由於預測颱風未來路徑將偏向東方，影響台灣機率小，中央氣象局於17時30分解除颱風警報。

### 日本
輕度颱風艾利為日本降下一定的雨量。

## 熱帶氣旋警告使用記錄

### 臺灣
| 中央氣象局 颱風警報 | 中央氣象局 颱風警報 | 中央氣象局 颱風警報 |
| ------------------- | ------------------- | ------------------- |
| 上一熱帶氣旋        | 海上颱風警報        | 下一熱帶氣旋        |
| 強烈颱風梅姬        | 海上颱風警報        | 強烈颱風桑達        |